# Häxsot
Häxsot är ett fenomen där mörkare fläckar uppstår inomhus genom att små partiklar fäster vid invändiga ytor. Andra benämningar är kemisk svärtning, Black Magic Dust, Heksesot eller partikelbeläggning.

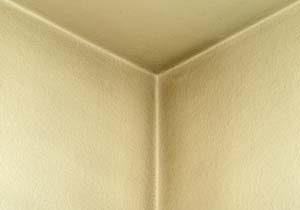
Missfärgning i rumshörn

## Beskrivning
När fenomenet uppträder uppstår svarta och kletiga beläggningar som fäster sig bland annat på målade ytor, plast och elektriska anordningar, och som återkommer efter rengöring.

### Orsaker
Förekomsten av häxsot anges ha ökat i och med övergång till vattenbaserade målarfärger som har vissa tillsatser för att ge färgskiktet önskade egenskaper. Ett av ämnena som emitteras och avdunstar under längre tid är lösningsmedlet texanol också kallat TMPD-MIB, fullt namn  2,2,4-trimetyl-1,3-pentanediol monoisobutyrat, förkortad TMPD-MIB med kemisk formel C12H24O3, som kan binda mycket små, annars fritt svävande föroreningar till ytan på färgen, något som stöds av en undersökning 2011 i Norge i samarbete med NILU – Norsk institutt for luftforsking. Även propylenglykol kan vara inblandat, genom sin något kladdiga konsistens och fuktattraherande egenskap.
Detta ämne kan finnas i målarfärg, polish och annat som finns i våra bostäder. «När det är kallt ute och torr luft inne, kan detta ämne fästa sig vid gipsväggar och föremål av plast, och ge en svart beläggning.».
Fenomenet kan förstärkas av dålig ventilation i kombination med anordningar som stearinljus, braskamin och liknande som ger ifrån sig sot. Partiklarna har större benägenhet att fästa sig vid kalla och fuktiga ytor, till exempel köldbryggor i en byggnad. En studie från 2013 anger ett samband med förekomsten av halvflyktiga organiska ämnen (SVOC - Semivolatile Organic Compounds) i byggnadsmaterial.

### Ansvar för åtgärder
I en hovrättsdom från 2020 fastslogs att uppkomsten av häxsot i en fastighet i Helsingborgstrakten inte kunde anses vara orsakad av oaktsamhet av hyresgästerna, varför hyresvärden ålades att sanera bort nedfläckningen. Sanering och ommålning har i flera fall kunnat minska problemet.